# Czarny ptasior
Czarny ptasior – dokumentalna książka Joanny Siedleckiej, utrzymana w formie reportażu, weryfikująca życie młodego Jerzego Kosińskiego i jego rodziców w czasach przedwojennych, podczas okupacji niemieckiej i po 1945 roku, powstała na podstawie dokumentów archiwalnych oraz wywiadów z sąsiadami i znajomymi państwa Kosińskich, demistyfikująca okupacyjną część życiorysu, na której pisarz oparł swój światowy bestseller – Malowanego ptaka. Stanowi podstawowe źródło informacji na temat wojennych lat Kosińskiego. Jej publikacja wywołała w Polsce dyskusję. Książka została przetłumaczona na język angielski (w 2018) i czeski (w 2019). W Polsce doczekała się trzech wydań (1994, 1998 i 2011).

## Temat
Joanna Siedlecka w wydanej po raz pierwszy w 1994 roku książce Czarny ptasior przedstawiła według niej rzeczywisty, okupacyjny życiorys Jerzego Kosińskiego, a nie podstawę jego literackiego wizerunku zawartego w (uchodzącej za autobiograficzną) powieści Malowany ptak, uznanej początkowo na świecie za świadectwo i dokument zagłady Żydów. Reportażystka porównała wydarzenia i fakty z według niej prawdziwego dzieciństwa Jurka Kosińskiego z losami chłopca – bohatera Malowanego ptaka.
Historia chłopca z Malowanego ptaka uchodziła początkowo za jego własną, co też Kosiński niejednokrotnie publicznie i prywatnie podkreślał, twierdząc, że doświadczył wszystkich horrorów, które były udziałem chłopca. Opowiadał, że to, co spotkało go w czasie wojny, było gorsze od tego, co spotkało chłopca z Malowanego ptaka, co nie było zgodne z prawdą. W rzeczywistości Kosiński jako młody chłopak wraz z rodzicami i adoptowanym bratem byli ukrywani i chronieni przez dwa i pół roku przez Polaków – mieszkańców Dąbrowy Rzeczyckiej, których nazwiska i adresy pojawiły się w polskiej prasie już w 1968 roku.
W książce Siedlecka poświęciła więcej uwagi ojcu Jerzego, Mieczysławowi Kosińskiemu (Mojżesz Lewinkopf), niż pisarzowi. Wydaje się, że Kosiński senior, aby uratować siebie i swoją rodzinę przed zagładą, zawarł umowy, najpierw z nazistami, a później z sowietami, bo w przeciwnym razie nie przeżyliby.
Czarny ptasior został również poświęcony mieszkańcom Dąbrowy Rzeczyckiej, ich dramacie z powodu kłamstw Kosińskiego i upokorzeniu, jakie ich spotkało, gdy podczas swojej pierwszej wizyty w Polsce nie odwiedził ludzi, którzy ryzykowali dla niego własnym życiem. Wśród oczekujących na spotkanie z pisarzem i autograf w 1989 roku w Warszawie w klubie Czytelnika, był także Edward Warchoł, syn gospodarza, u którego młody Jurek Kosiński mieszkał w czasie wojny wraz z rodzicami. Kosiński poprosił kolegę o adres, jednak nigdy nie nawiązał z nim kontaktu. Kosiński odrzucił gesty przyjaźni ze strony osób, które znał z czasów wojny i unikał wszelkiego kontaktu z dziećmi tych, którym zawdzięczał ocalenie. Według amerykańskiego biografa Kosińskiego, Jamesa Parka Sloana: „Spotkanie w Czytelniku stanowiło konkretne urzeczywistnienie najgorszego koszmaru Kosińskiego. Przyznać się do Warchoła, oznaczało przyznać się otwarcie do prawdy o swoim dzieciństwie”.
Sam Jerzy Kosiński, najprawdopodobniej obawiając się możliwych procesów sądowych o oszczerstwo w przypadku, gdyby brutalny obraz chłopstwa z Malowanego ptaka został powiązany z ludźmi, których znał w Polsce, a którzy z kolei znali jego, oraz obawiając się możliwych oskarżeń o fałszowanie faktów dotyczących stosunków polsko-żydowskich w czasie zagłady, już w 1965 roku napisał esej Notes of the Author on The Painted Bird, (uwagi autora dołączone do tekstu), wydrukował na własny koszt i rutynowo wysyłał do wszystkich potencjalnych recenzentów jego książki, powołując się w nim, że w książce mogła zostać przedstawiona wizja siebie jako dziecka, a nie powrót do czasów dzieciństwa czy jego lustracja, zaś miejsce i sceneria również mogły być metaforyczne.
Kosiński nigdy nie zaoferował przeprosin ani wycofania oszczerstw, lecz w późniejszych niektórych swoich wypowiedziach promował pojednanie między Polakami a Żydami.

## Geneza
Po publikacjach m.in. w tygodniku Polityka, który w numerach 224/1982, i 10/1983 wydrukował listy Andrzeja Migdałka i Adama Latawca, byłych mieszkańców wsi i znajomych Jerzego, opisujące lata okupacji spędzone z rodziną Kosińskich, zainteresowana tym wątkiem Joanna Siedlecka pojechała do Dąbrowy Rzeczyckiej, w której w czasie II wojny przez prawie dwa i pół roku przebywał Jerzy Kosiński wraz z rodzicami.
Siedlecka była głównie zainteresowana latami z dzieciństwa pisarza, chciała dowiedzieć się co naznaczyło go na całe późniejsze życie i poznać prawdziwą wersję jego wojennych przeżyć.
Odnalazła ludzi, którzy pomogli rodzinie – jak mówili – „Kusińskich” przeżyć: ks. Eugeniusza Okonia, który załatwił rodzinie katolickie dokumenty na nazwisko Kosiński, znalazł mieszkanie w baraku mieszkalnym w Dąbrowie Rzeczyckiej u Andrzeja Warchoła i innych mieszkańców, którzy wciągnęli ojca Kosińskiego – „profesora Kusińskiego” jak o nim mówili – do pracy w niemieckim punkcie skupu i razem z nim pracowali.

Interesowało mnie wyłącznie jego wojenne dzieciństwo. Podróż do miejsc, gdzie jako kilkuletni żydowski chłopiec przetrwał okupację. Jego traumatyczne przeżycia z tych lat, a nie Ameryka, były bowiem, moim zdaniem, kluczem i tropem do jego istoty. „Holocaustowej”, skomplikowanej, tajemniczej osobowości. Obsesji, fobii, urazów i lęków. Masek oraz mistyfikacji. Szokującej prozy nasyconej obsesją zła. A wreszcie – zaskakującej, samobójczej śmierci; wśród jej nie do końca jasnych motywów dopatrywano się także „mrocznego dzieciństwa”, które się o niego upomniało, upiorów przeszłości, od których nie potrafił się uwolnić.

Pomimo że nie było to jej intencją, to w Czarnym ptasiorze Siedlecka zdemaskowała Kosińskiego.

## Odbiór w Polsce i na świecie
Autorka po publikacji Czarnego ptasiora została oskarżona przez wielu publicystów i krytyków literatury o donos, paszkwil, haniebne kłamstwo na temat pisarza. Wpływowe osoby próbowały ją zdyskwalifikować, gdy ujawniła prawdę o Jerzym Kosińskim. Ustalenia autorki zostały jednak potwierdzone przez Jamesa Parka Sloana, autora biografii Kosińskiego pt. Jerzy Kosiński. Biografia, wydanej w Warszawie w 1996.
Krytycy, m.in. Henryk Dasko (Trucizna, „Ex Libris”, dodatek do „Życia Warszawy”, 17.03.1994), Wacław Sadkowski (Medium, „Literatura na Świecie” 1994, nr 4–5), Marcin Piasecki (Ptak przemalowany. „Polityka” 1994, nr 16), Ryszard Marek Groński (Papier jest niecierpliwy, „Polityka” 1994, nr 15), (Ominęło mnie, „Polityka” 1994, nr 30), Krzysztof Teodor Toeplitz (Autor musi być mądrzejszy, „Wiadomości Kulturalne” 1994), zarzucili Siedleckiej niesprawiedliwe, nieodpowiednie i zbyt negatywne potraktowanie rodziny Kosińskich jako ofiar Holokaustu – zmuszonych do opuszczenia domu i ucieczki oraz poszukiwania schronienia w obcym miejscu, a także przedstawienie analizy Kosińskich wyłącznie z punktu widzenia mieszkańców Dąbrowy Rzeczyckiej.
Zarzutem krytyków było głównie to, że większość osób, z którymi Siedlecka przeprowadziła wywiady do powyższej książki była młoda wiekiem podczas wojny, albo znała historię rodziny Kosińskich jedynie z opowiadań innych ludzi. Siedlecka miała też nie dostrzec, że niektóre doświadczenia z pobytu na wsi podczas okupacji niemieckiej mogły mieć ogromny wpływ na psychikę małego Jurka Kosińskiego i możliwe, że wywarły wpływ na literacką fikcję, którą tworzył już jako dorosły człowiek, jak na przykład próba wiejskich dzieciaków, by zdjąć mu spodnie i sprawdzić, czy był obrzezany, co ostatecznie im się nie udało. Zdaniem krytyków postępowanie takie można zrozumieć ze strony młodych i ciekawskich wiejskich chłopców, którzy nie zdawali sobie sprawy z powagi sytuacji dla ukrywającego się przed nazistami żydowskiego chłopca, ale nie ze strony reporterki. Uznano, że Siedlecka w książce nie zachowała dystansu w stosunku do osób, z którymi przeprowadziła wywiady, całkowicie identyfikując się z ludem, oraz nie skonfrontowała ich zarzutów z prawdą, ani nie przedstawiła opinii drugiej strony.
Głównym wątkiem artykułów, recenzji i innych opracowań, które ukazały się w Polsce po publikacji Czarnego ptasiora, był problem niewdzięczności. Krytycy byli oburzeni przedstawieniem J. Kosińskiego, jako dopuszczającego się niesprawiedliwości wobec Polaków, a nawet jako sojusznika nazistów.

## Weryfikacja
Zebrane przez Siedlecką fakty potwierdził w 1995 roku J. P. Sloan, który przyjechał do Dąbrowy Rzeczyckiej i rozmawiał przez tłumacza z bohaterami Czarnego ptasiora, o czym napisał później we własnej biografii Kosińskiego, oraz w artykule opublikowanym w „The New Yorker”, w którym stwierdził, że: „teraz wszyscy muszą wyznać, że są zaszokowani tym, że zawodowiec w profesji kłamcy, człowiek, który przeżył wojnę, żyjąc kłamstwem, kłamał”. Tezy Sloana i Siedleckiej potwierdziła też w filmie Sex, Lies and Jersey Kosinski (1995), zrealizowanym dla BBC w nominowanej do nagrody Emmy serii „Bookmarks”, Agnieszka Piotrowska, powołując się na świadectwo Elie Wiesela, laureata Pokojowej Nagrody Nobla.
Krzysztof Kąkolewski, „Czas Krakowski” 1995, nr 185 i 190:
„Bilans nagonki na Siedlecką okazał się ujemny. Autorce przysporzono ogromnej sławy. Ci, co znali powieść Kosińskiego, kupili książkę Siedleckiej. Ci, co nie słyszeli o Kosińskim, też kupili. […] Tak wielka nagonka zadziwiała, wręcz budziła podejrzenia. Za bardzo  się starano, zbyt wiele sił uruchomiono. […] Przesadzono: szalę Siedleckiej przyciśnięto tak nisko, że nasuwało się podejrzenie, że oszukuje się na wadze, możliwe, by istniała aż tak zła i tak podła książka? Może warto ją przeczytać? […] Jawna niesprawiedliwość, nagonka, nienawiść, nieliczenie się ze słowami najbardziej brutalnymi – co wskazywałoby, że opresjonujący, prześladujący ofiarę, uważają ją za bezbronną, stworzyli aurę współczucia, zainteresowania i odruch obronny”.
Piotr Gursztyn, My z Dąbrów i Wól, „Rzeczpospolita”, Magazyn „Plus Minus”, 11.06.2011:
„U krytyków Siedleckiej sprzed 20 lat wyczuwało się pogardę wobec »ciemnych« ludzi stamtąd. Spór w sumie sprowadzał się do tego, że przyjaciele wzięli w obroną swego Jurka. «Jurek był wielkim łgarzem. No i co z tego?» – mówiła o Kosińskim Agnieszka Osiecka. – No, to z tego – przypisując tę intencję nie Osieckiej, lecz obrońcom Kosińskiego – że wtedy liczy się tylko on, a nie ci wieśniacy znad Sanu. Jurek był estetyczny, oni nie. Joanna Siedlecka popełniła błąd, bowiem wybrała prawdę zamiast estetyki. Na krótką metę przegrała, na długą wygrała”.
Monika Adamczyk-Garbowska w artykule w Polin: Studies in Polish Jewry, w 1999 roku, przyznała, że jej wcześniejsza recenzja książki dla polskiej prasy, była krytyczna i bardzo emocjonalna. Zauważyła, że książka Siedleckiej jest w większości poprawna pod względem faktograficznym, ale mimo to skrytykowała ją jako zbyt niesympatyczną dla Kosińskiego (pisząc, że "książka Siedleckiej nie oferuje Jerzemu Kosińskiemu ani jednego ciepłego słowa"). Zauważyła, że jej poprzednia publikacja doprowadziła do znaczącej debaty w Polsce, zarówno na temat jej książki, jak i wznowionej na temat Kosińskiego. Napisała również, że książka Siedleckiej była sprzedawana jako przedstawiająca ''prawdziwą" historię Kosińskiego, co uznała za niepotrzebne, ponieważ Malowany ptak jest "fabularyzowanym opisem koszmarów cierpiącego dziecka", choć przyznała, że "istnieją dowody na to, że niektórzy krytycy, w tym Elie Wiesel, odczytali ją jako autobiograficzną''.
W 2022, Elżbieta Rokosz w rozdziale opracowania poświęconego kontrowersjom wokół książki Kosińskiego zauważyła, że praca Siedleckiej skutecznie zdyskredytowała "autobiograficzny walor Malowanego ptaka".
Malowany ptak Kosińskiego, w którym poniżył tych Polaków, którzy narażając własne życie ratowali Żydów, został też publicznie potępiony przez Normana Finkelsteina jako fałszywa reklama tego, co nazwał przedsiębiorstwem holokaust, jako przykład zniekształcenia rzeczywistości. Żydowskie organizacje oraz krytycy literaccy pomylili się co do autentyczności powieści Kosińskiego, uznając ją za przekaz autobiograficzny autora, w którym główny bohater musi starać się przeżyć w rządzącej się surowymi prawami polskiej wsi podczas II wojny, w świecie pełnym nienawiści do Żydów, podczas gdy w rzeczywistości pisarz będąc dzieckiem spędził całą wojnę z rodzicami, a straszliwe historie w powieści były wymysłem jego wyobraźni.

## Przekłady
Dzięki staraniom Instytutu Książki, Czarny ptasior Joanny Siedleckiej przełożony został na język angielski przez Chestera A. Kisiela jako The Ugly Black Bird i ukazał się w Stanach Zjednoczonych pod koniec 2018 roku, nakładem amerykańskiego wydawnictwa Leopolis Press. W 2019 roku wydano też Czarnego ptasiora w języku czeskim, Černé ptáče: pravdivý příběh Nabarveného ptáčete, w przekładzie Marceli Bramborovej, nakładem praskiej oficyny Volvox. 

## Wyniki śledztwa Siedleckiej
Na podstawie rozmów z wieloma świadkami Siedlecka stwierdziła, że Jerzy Kosiński jako mały chłopiec nie błąkał się samotnie po polskich wsiach, nie rozłączył się z rodzicami i nie stracił mowy na skutek bestialstwa i sadyzmu okolicznych jasnowłosych wieśniaków, którzy chcieli wydłubać mu oko czy utopić w kloace. Jurek przetrwał czas okupacji wraz z rodzicami, dzięki pomocy mieszkańców okolicznych wsi, którzy cały czas ukrywali fakt zamieszkiwania w ich wsi żydowskiej rodziny, być może również z obawy o własne losy, gdyby Niemcy dowiedzieli się o rodzinie żydowskiej ukrywającej się w ich wsi.
Malowany ptak, skonfrontowany przez Siedlecką z materiałami archiwalnymi i relacjami świadków, stał się przykładem literackiej mistyfikacji, jak daleko można się posunąć w kreowaniu własnej biografii. „A Czarny ptasior – jak pisał przy okazji jego pierwszego wydania Jacek Leociak – to rzecz o granicach moralnej odpowiedzialności w kreowaniu własnej biografii”. Malowany ptak Kosińskiego był pierwszym w literaturze oskarżeniem Polaków o okrucieństwo wobec Żydów, a tym samym o współudział w Holokauście.

### Kosińscy w czasie okupacji niemieckiej
Przez lata Jerzy Kosiński opowiadał podczas spotkań o swoich dziwacznych i przerażających doświadczeniach z dzieciństwa, gdy borykał się, by samodzielne przetrwać w czasie II wojny. W Malowanym ptaku opisał losy chłopca ukrywającego się w czasie okupacji, głównie przed okrutnymi polskimi chłopami. Matka Kosińskiego potwierdziła utrzymywaną przez niego wersję wydarzeń, wedle której był on podczas wojny oddzielony od rodziców.
W rzeczywistości rodzice Jerzego, Mojżesz Lewinkopf i Elżbieta Lewinkopf (z domu Weinreich, wg IPN Liniecka), wraz z synem Jerzym, czteroletnim synem ich znajomych Heniem i opiekunką Katarzyną, po opuszczeniu Łodzi, przez Sandomierz i Radomyśl nad Sanem, jesienią 1942 dotarli do Dąbrowy Rzeczyckiej. Zamieszkali w baraku mieszkalnym należącym do Andrzeja Warchoła.
Przez większość wojny państwo Kosińscy ukrywali swoje żydowskie pochodzenie na tyle, na ile było to możliwe. Starali się uchodzić za katolików: powiesili w domu święte obrazy i regularnie chodzili do kościoła na mszę. Rodzice ostrzegli (i kontrolowali pod tym kątem) syna, aby nigdy i nikomu nie zdradzał swojej żydowskiej tożsamości, a w szczególności nie pokazywał swojego obrzezanego penisa, np. podczas oddawania moczu w publicznej toalecie. Z tego powodu Jurek unikał kontaktów z rówieśnikami, a oni z kolei nazywali go maminsynkiem.
We wsi mieszkańcy, prości ludzie, tytułowali Kosińskiego seniora, dobrze wykształconego, „profesorem”, a jego żonę „profesorową”. Wiosną 1943 Kosiński senior zaczął pracować w tutejszym niemieckim punkcie skupu, przy spisywaniu kontyngentów, oraz udzielać lekcji z zakresu szkoły średniej, za które płacono mu w naturze – mlekiem, masłem, ziemniakami. W związku z pracą poruszał się swobodnie po okolicznych wioskach, pomagając m.in. sołtysom w prowadzeniu ewidencji i rozliczeniach kontyngentowych, natomiast według wspomnień mieszkańców Jurek i jego matka nie opuszczali miejsca zamieszkania. Jurek nie chodził też do tutejszej czteroklasówki, mimo że mieściła się w sąsiednim baraku, lecz uczył go ojciec. Unikał też kontaktów z dziećmi Warchoła i sąsiadów, jak i trójką dzieci żydowskich. Jedynie w niedzielę całą rodziną Kosińscy wychodzili do kościoła w Woli Rzeczyckiej, gdzie Jerzy przystąpił do pierwszej komunii i był ministrantem. Mimo semickiego „wyglądu” przeżyli wszystkie patrole, obławy i akcje pacyfikacyjne urządzane przez Niemców w odwecie za akcje partyzantki, bo zawsze ktoś w porę ich ostrzegł i zdążyli uciec czy ukryć się w piwnicy położonej pod podłogą w kuchni lub na podwórku w ziemiance, w której przechowywano warzywa i ziemniaki.

Rodzina mieszkała wprawdzie w Dąbrowie Rzeczyckiej, ale chodzili do kościoła w Woli Rzeczyckiej. Jak opowiadali świadkowie: Kępa Rzeczycka ich żywiła, Rzeczyca Okrągła przechowywała podczas akcji i obław, Rzeczyca Długa milczała jak wszyscy

Cała rodzina Mieczysława Kosińskiego przeżyła czas okupacji niemieckiej, podobnie jeden krewny, który wyemigrował jeszcze przed wojną. Pozostali członkowie obu rodzin, polskich Lewinkopfów i Weinreichów, około 60 osób, zginęli podczas wojny.

### Po wkroczeniu Armii Czerwonej
Pod koniec wojny sąsiedzi zaczęli dostrzegać zmiany w postępowaniu Mieczysława Kosińskiego, m.in. przestał płacić czynsz Warchołowi, co być może wynikało z wyczerpania się środków finansowych. Kosiński senior zapisał się do Polskiej Partii Robotniczej. 28 lipca 1944 roku Armia Czerwona wkroczyła do Dąbrowy Rzeczyckiej. Powitał czerwonoarmistów kwiatami i czerwonymi flagami z wizerunkiem sierpa i młota. Natychmiast zaczął bywać w miejscowej leśniczówce, gdzie Rosjanie mieli swój lokalny sztab oraz w siedzibie sztabu 214 Dywizji Piechoty Armii Czerwonej i NKWD w pobliskich Jastkowicach.
W październiku 1944 NKWD aresztowało kilkunastu mieszkańców okolicznych wsi, m.in. sołtysów: Józefa Stępaka z Kępy Rzeczyckiej, Władysława Pamułę z Woli Rzeczyckiej, Jana Surmę z Rzeczycy Okrągłej, oraz większość członków komisji kontyngentowej, w której pracował Kosiński senior, w tym Andrzeja Warchoła. Większość z aresztowanych osób nie przeżyła, wywieziona do łagrów w Borowiczach. Po półtora roku do domu powrócił z więzienia w Rzeszowie Andrzej Warchoł i wspominał, że podczas jednego z przesłuchań przed rozprawą widział swoje „oskarżenie” pisane ręką Kosińskiego, którego charakter pisma znał, bo razem pracowali i mieszkali obok siebie, podczas gdy inni chłopi byli przekonani, że to właśnie wstawiennictwo Kosińskiego seniora uratowało Andrzeja Warchoła przed zesłaniem.
Pod koniec kwietnia 1945 Kosiński senior, ostrzeżony o wydanym na niego wyroku przez białych z lasu, wyjechał z całą rodziną bez pożegnania z Dąbrowy Rzeczyckiej do Łodzi, a następnie do Jeleniej Góry, gdzie Kosiński senior, szanowany aparatczyk, otrzymał dom i zarządzał lokalnym przedsiębiorstwem.

### Inni Żydzi ukrywający się razem z Kosińskimi
Rodzice Jurka Kosińskiego przygarnęli do siebie żydowskiego chłopca, Henia, który był dzieckiem ich przyjaciół, wywiezionych przez Niemców do Oświęcimia. Do Kosińskich Henio zwracał się „ciociu” i „wujku”. Po wojnie Henryk Kosiński zamieszkał w Łodzi, ale nie chciał wspominać czasów dzieciństwa, szczególnie okresu, gdy Kosiński senior na powitanie żołnierzy radzieckich ubrał go w przygotowany wcześniej mundurek czerwonoarmisty i dał mu zawieszoną na sznurku drewnianą pepeszkę. Henio stał się maskotką czerwonoarmistów, synem pułku. Nosił ten mundurek podczas ich pobytu we wsi.
Przez półtora roku rodzina Migdałków, mieszkająca w tym samym baraku co Kosińscy, przechowywała u siebie żydowskie rodzeństwo: dwunastoletnią Lilkę oraz sześcioletniego Jurka. Także im udało się przeżyć, po czym wyjechali do Izraela i kontakt z nimi zaniknął.
U Warchoła w Dąbrowie Rzeczyckiej i okolicach ukrywał się również Karol Liebeskind, syn byłych właścicieli miejscowego tartaku, zamordowanych w Zaklikowie przez Niemców w czasie transportu do obozu. Został zastrzelony 20 czerwca 1944 przez Niemców w czasie ucieczki do lasu z zabudowań, gdzie się ukrywał. Został pochowany na miejscowym cmentarzu.